# Politesse

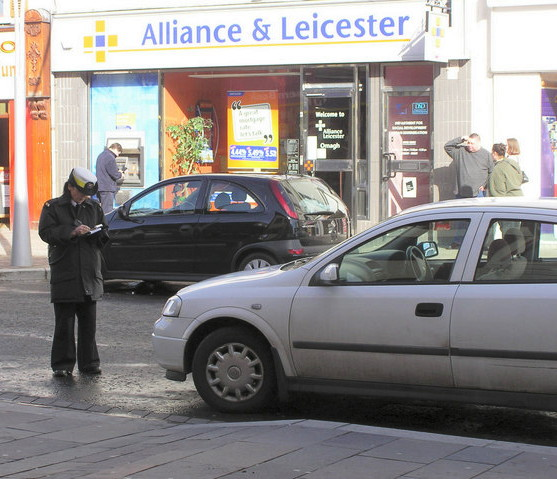
Britische Politesse notiert Falschparker

Politesse oder Polizeihostess (abgekürzt PH) bezeichnet eine weibliche Dienstkraft einer Gemeinde, die vorwiegend oder ausschließlich für die Überwachung des ruhenden Verkehrs eingesetzt wird. Die Bezeichnung für männliche Politessen ist Hilfspolizist oder Politeur.

## Bezeichnung
Der Begriff „Politesse“ ist ein Kofferwort aus einer Neuschöpfung durch eine künstliche Zusammenfügung aus Polizei und Hostess. In den 1970er Jahren wurde auch vielfach die Bezeichnung „weibliche Angehörige der Hilfspolizei“ verwendet. Im englischen Sprachraum ist die Bezeichnung meter maid („Parkuhrmagd“) in Gebrauch, was auf den amerikanischen Ausdruck für Parkuhr zurückgeht und zwischen 1955 und 1960 aufkam. Der französische Begriff politesse („Höflichkeit“) ist ein falscher Freund.

## Tätigkeit

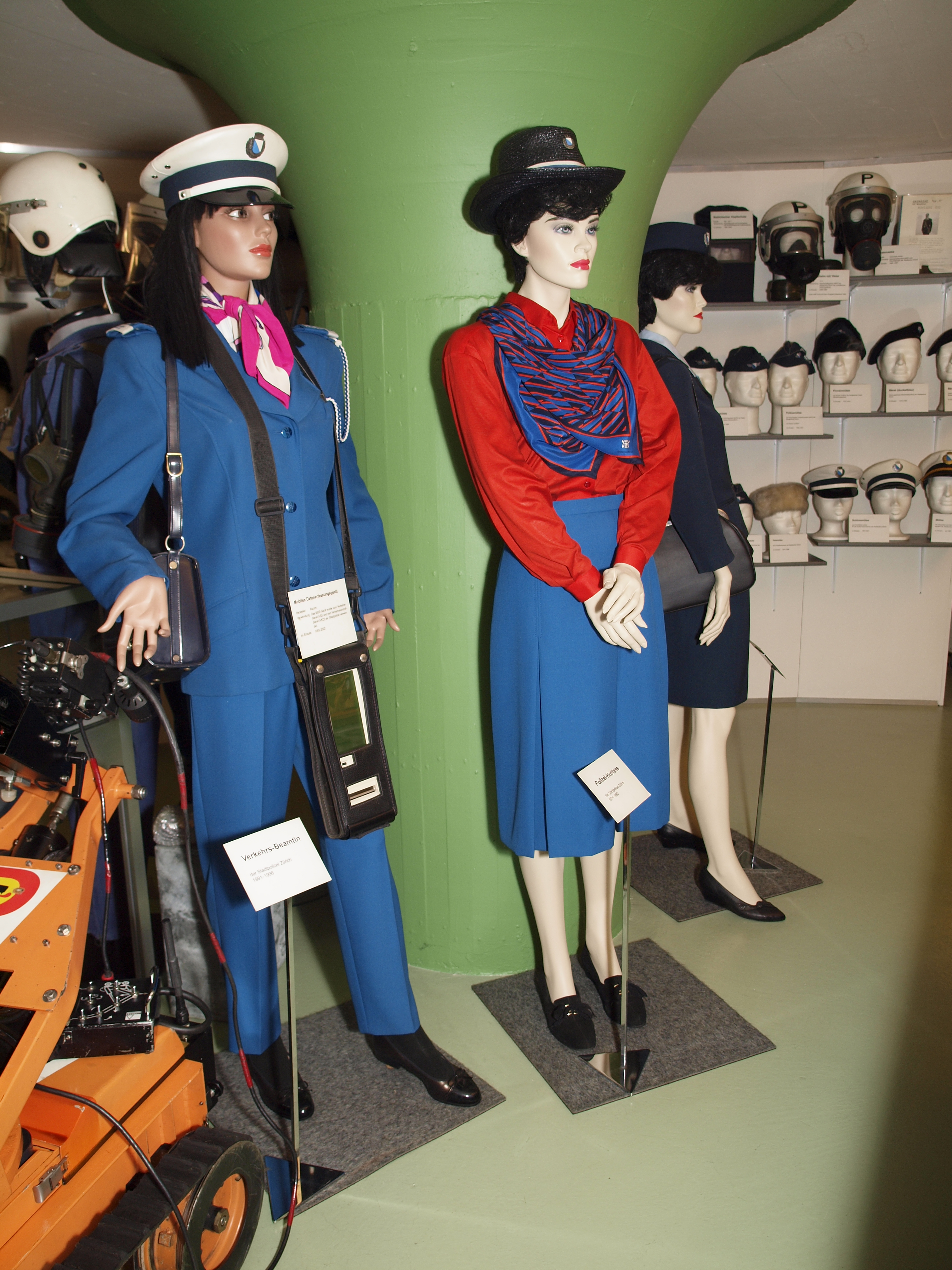
Alte Uniformen von Zürcher Politessen

Die uniformierten Politessen sind in der Regel zur Ahndung von Verkehrsordnungswidrigkeiten im Straßenverkehr eingesetzt, je nach Gemeinde vor allem bzw. ausschließlich im ruhenden Verkehr (z. B. Parkverstöße).
Politesse ist kein Ausbildungsberuf, das notwendige Wissen wird in Lehrgängen vermittelt. Die Vergütung erfolgt überwiegend nach dem Tarifvertrag für den öffentlichen Dienst. Politessen wird mitunter unterstellt, nach der Anzahl der verteilten schriftlichen Verwarnungen bezahlt zu werden und entsprechend ungnädig vorzugehen. In manchen Städten Großbritanniens sind sie regelmäßig Ziel von Angriffen und Beleidigungen.

## Adaptionen
- Der Sketch Parkgebühren von Loriot greift diesen Beruf in satirischer Form auf.
- Die Beatles widmeten der Meter maid einen Song.
- Neben Polizisten und Kontrolleuren des TÜV sind auch Politessen immer wieder Opfer von Verbalattacken der Comicfigur Werner in den gleichnamigen Comics.[9]